# Euprosopia frontalis
Euprosopia frontalis är en tvåvingeart som först beskrevs av Walker 1861.  Euprosopia frontalis ingår i släktet Euprosopia och familjen bredmunsflugor. Inga underarter finns listade i Catalogue of Life.